# Kevin O'Donnell
Pour les articles homonymes, voir O'Donnell.
Œuvres principales
- Ora:cle

Kevin O'Donnell, né le 29 novembre 1950 à Cleveland en Ohio et mort le 7 novembre 2012  dans la même ville, est un écrivain américain de science-fiction.

## Biographie
Fils de Kevin O'Donnell senior, quatrième directeur de l'agence de Corps de la Paix, Kevin O'Donnell est diplômé de l'Université Yale en 1972. Son premier court récit The Hand Is Quicker parait dans Analog en 1973. Plus de soixante-dix de ses œuvres courtes sont publiées par les périodiques notamment par Alfred Hitchcock magazine et Omni. Un certain nombre d'entre elles sont également sorties sous forme de recueils, aux États-Unis et à l'étranger (Royaume-Uni, France, Israël, Pays-Bas, Espagne, Allemagne). En février 1987, il reçoit le Prix Littéraire Mannesmann Tally pour son roman ORA: CLE (1984).
Il a été président du jury du Prix Nebula de Science Fiction and Fantasy Writers of America (SFWA) en 1990 et 1991. Il a présidé le comité du Prix Nebula de 1990 à 1998 et a agi en tant que directeur de marketing de la publication trimestrielle de SFWA, le Bulletin d'octobre 1994 à juillet 1998. À la fin des années 1990, il a aidé à maintenir le site Web de SFWA. En août 1999, il a été nommé président du Comité des griefs de la SFWA; il a pris la retraite de ce poste le 15 août 2005. Le 30 avril 2005, il a reçu le prix du Mérite de SFWA, et après sa mort, le prix a été renommé en son honneur.
Le Artemis Project (en) pour coloniser des lunes, l'a nommé à son conseil d'administration en novembre 1994; il était directeur commercial par intérim de janvier 1998 à octobre 1999.
Il meurt d'un cancer du poumon à Cleveland en Ohio le 7 novembre 2012.

## Œuvres

### SérieThe Journeys of McGill Feighan
1. (en) Caverns, 1981
2. (en) Reefs, 1981
3. (en) Lava, 1982
4. (en) Cliffs, 1986

### Romans indépendants
- (en) Bander Snatch, 1979
- (en) Mayflies, 1979
- (en) War of Omission, 1982
- Ora:cle, Robert Laffont, coll. Ailleurs et Demain, 1986 ((en) ORA:CLE, 1984)
- (en) The Shelter, 1987Écrit avec Mary Kittredge.
- (en) Fire on the Border, 1990

### Nouvelle
- Illusions perdues, espoirs brisés, 1977 ((en) Shattered Hopes, Broken Dreams, 1976)in revue Galaxie no 153 aux éditions OPTA